# James Bule
Pour les articles homonymes, voir Bule.
James Bule, né le 14 juillet 1957, est un homme politique vanuatais. Il est membre du Parti national unifié, de centre-gauche.

## Biographie
D'abord fonctionnaire au ministère de l'Éducation, il entre en politique et est élu député de la circonscription d'Ambae au Parlement national lors des élections législatives de 1998. Il est ministre du Commerce extérieur et du Développement des entreprises dans l'éphémère gouvernement Kalpokas de 1998 à 1999.
Il conserve son siège lors des élections de 2002, de 2004, de 2008 et de 2012. Il exerce à plusieurs reprises la fonction de ministre du Commerce durant cette période, et est ministre de la Santé dans le gouvernement d'Edward Natapei de 2003 à 2004. De décembre 2004 à septembre 2008, il est ministre de l'Industrie, du Commerce et du Tourisme, dans le gouvernement de Ham Lini. Le 15 mai 2014, le nouveau Premier ministre Joe Natuman le nomme ministre du Changement climatique, chargé de penser l'adaptation du pays aux effets du réchauffement climatique.